# Тежка категория
„Тежка категория“ (на английски: Here Comes the Boom) е американска спортна комедия от 2012 г. на режисьора Франк Корачи, по сценарий на Алън Лоуб и Кевин Джеймс, който изпълнява главната роля, а във филма участват още Салма Хайек, Хенри Уилкър и Бас Рутън. Музиката е композирана от Рупърт Грегсън-Уилямс. Премиерата на филма е на 12 октомври 2012 г. от „Кълъмбия Пикчърс“ чрез „Хепи Медисън Продъкшънс“.